# Robert Weirich
Robert Weirich (* 6. Februar 1950 in Massillon, Ohio) ist ein US-amerikanischer Pianist und Komponist.
Weirich studierte zunächst bis 1971 am Institute of European Studies. 1972 erlangte er den Bachelor of Music am Oberlin Conservatory of Music und 1976 den Master of Music an der Yale University School of Music sowie im Folgejahr den Master of Musical Arts. Er schloss sein Studium an der Yale University 1981 als Doctor of Musical Arts ab und erhielt 1989 deren Distinguished Alumni Award. Er trat als Pianist in der Alice Tully Hall, im Kennedy Center, der Orchestra Hall in Chicago und bei den Sommerfestivals in Tanglewood, Ravinia und Marlboro auf. Von 1990 bis 1999 war er künstlerischer Leiter des Skaneateles Festival in Upstate New York und gewann in dieser Zeit drei Adventurous Programming Awards der ASCAP.
In der Saison 2009–2010 konzertierte und unterrichtete er in China und Argentinien, in der folgenden Saison tourte er mit Bachs Goldberg-Variationen durch die USA. Erfolgreich spielte er Igor Strawinskys Konzert für Klavier und Bläser und Ludwig van Beethovens Drittes und Fünftes Klavierkonzert mit dem Kansas City Chamber Orchestra, Béla Bartóks Zweites Klavierkonzert, Alban Bergs Kammerkonzert für Klavier, Violine und dreizehn Bläser und in der Helzberg Hall Ernst von Dohnanyis Variationen über ein Kinderlied. 
Als Kammermusiker arbeitete Weinrich u. a. mit den Geigern Hilary Hahn, Arnold Steinhardt und Josef Gingold, den Cellisten Nathaniel Rosen, Colin Carr und Stephen Doane, den Hornisten William Vermeulen und Eric Ruske dem Cassatt String Quartet und dem Whitman String Quartet zusammen. Seine Komposition Steamboat Stomp (für Horn und Klavier) erhielt den Ersten Preis bei der Britten-on-the-Bay Competition, sein Lied My Brother Dances den zweiten Preis bei der Diana Barnhart American Song Competition. Er veröffentlichte Kolumnen im Clavier Magazine und im Clavier Companion und erhielt zweimal den Distinguished Achievement Award der Educational Press Association.
Nach Lehrtätigkeiten am Peabody Conservatory of Music, der Northwestern University und beim Eastern Music Festival hatte Weinrich am Konservatorium der University of Missouri–Kansas City den Jack Strandberg Missouri Endowed Chair inne. Er erhielt das Trustees’ Faculty Fellowship und den N.T. Veatch Prize for Distinguished Research and Creative Activity (2002), den Muriel McBrien Kaufmann Artistry/Scholarship Award (2003) sowie den Excellence in Teaching Award (2006). Zu seinen Schülern zählen u. a. Awadagin Pratt und Stanislav Ioudenitch.